# Nemeszsuk
Nemeszsuk (románul: Jucu de Mijloc, korábban Jucu Nobil) falu Romániában, Erdélyben, Kolozs megyében.

## Fekvése
Kolozsvártól 14 km-re északkeletre, a Kis-Szamos bal partján fekszik.

## Története
1325-ben Abelteleky, 1461-ben Olahswk, 1483-ban Aboltheleke a. n. Olahswk néven említették. 1733-ban Nemes Suk, románul 1808-ban Nyemnisu, 1888-ban Zsuku nimis.
Az 1660-as években elpusztult Kolozs vármegyei falut 1674-ben Kővár vidéki román kisnemesek vették meg és népesítették újra. 1766-ban húsz román kisnemesi család lakta.
1850-ben 450 lakosából 435 volt román és 9 cigány nemzetiségű; 444 görögkatolikus és 6 zsidó vallású.
2002-ben 763 lakosából 760 volt román nemzetiségű; 655 ortodox és 41 pünkösdista vallású.

## Gazdasága
2008-ban itt nyitotta meg vágóüzemét egy magyar öntapadópapír- és fóliagyártó cég.